# Zentrales Fahrerlaubnisregister
Das Zentrale Fahrerlaubnisregister (ZFER) ist eines der vier zentralen Register, die das Kraftfahrt-Bundesamt (KBA) in Flensburg-Mürwik führt.
Außer diesem Register führt das Kraftfahrt-Bundesamt noch das Zentrale Fahrzeugregister (ZFZR), das Fahreignungsregister (FAER) und das Fahrtenschreiberkartenregister (FKR).
Die rechtliche Grundlage für das Führen des ZFER ist § 48 Straßenverkehrsgesetz (StVG).

## Inhalt des ZFER
Seit dem 1. Januar 1999 wird in Deutschland im Zentralen Fahrerlaubnisregister gespeichert, welche Fahrerlaubnisse und entsprechenden Führerscheine die örtlichen Fahrerlaubnisbehörden einer Person erteilt haben. Dazu sind Personendaten, Nebenbestimmungen (Auflagen, Beschränkungen) etc., nicht jedoch die Wohnanschriften gespeichert.
Erfasst werden Fahrerlaubnisse nach den EU-einheitlichen Fahrerlaubnisklassen A bis D inklusive deren Unterklassen, die Anhängerklassen (E) und die nationalen Klassen L und T, sowie bei Fahranfängern zusätzlich die Probezeit und Besonderheiten, wie die Fahrerlaubnis zur Fahrgastbeförderung.
Die rechtlichen Grundlagen für die Errichtung und den Betrieb des Registers finden sich in §§ 48 bis 63 StVG, nähere Bestimmungen in §§ 49 ff. der Fahrerlaubnis-Verordnung (FeV, Verordnung über die Zulassung von Personen zum Straßenverkehr) vom 18. August 1998, zu deren Erlass § 63 StVG ermächtigt.
Das Register wird vom Kraftfahrt-Bundesamt in Flensburg-Mürwik geführt. Die Daten werden von den Fahrerlaubnisbehörden zur Eintragung übermittelt. Über die eigenen Daten kann man unentgeltlich Auskunft verlangen. Das StVG ermöglicht außerdem diversen Behörden – teils im automatisierten Abruf – Auskünfte aus dem Register, z. B. zur Verfolgung von Straftaten oder Ordnungswidrigkeiten. Diese Auskünfte gewährleisten auch, dass eine Person in der EU nur im Besitz einer Fahrerlaubnis und eines Führerscheins ist. Die Errichtung des Zentralen Fahrerlaubnisregisters erfolgte mitunter zur Einführung der neuen EU-Fahrerlaubnisklassen.
Vor der Einrichtung des Zentralen Fahrerlaubnisregisters wurden nur Negativdaten über die Fahrerlaubnis (wie deren Entziehung oder ein Fahrverbot) im Verkehrszentralregister (VZR) und die Daten von Fahranfängern zentral gespeichert. Die sonstigen Informationen über die Fahrerlaubnis waren nur in rund 600 örtlichen Fahrerlaubnisregistern gespeichert; diese bestehen weiter, sofern ihre Daten nicht bis zum 31. Dezember 2014 zu löschen waren.

## Regelung auf EU-Ebene
Für das Gebiet der EU gibt es ein einheitliches Register für den Datenaustausch über Fahrzeuge und Fahrlizenzen, das EUCARIS (European Car and Driving License Information System). Jeder EU-Mitgliedsstaat hat eine Behörde benannt, die für sein Land den Kontakt zu EUCARIS hält; das Kraftfahrtbundesamt ist für Deutschland die beteiligte Behörde. Auskünfte aus dem EUCARIS kann man in Deutschland also nur über das KBA erhalten.